# Friedrich Vissering
Friedrich Bodewin Vissering (* 3. August 1826 in Osteel; † 27. Dezember 1885 in Wilhelminenhof) war Landwirt und Mitglied des Deutschen Reichstags.

## Leben
Vissering besuchte das Ulrichsgymnasium in Norden und die polytechnische Akademie in Hannover. Er unternahm umfangreiche Reisen und betrieb Landwirtschaft auf seinem Gut Wilhelminenhof bei Dornum. Weiter war er Präsident des landwirtschaftlichen Hauptvereins für das Fürstentum Ostfriesland, Ehrenmitglied der Landwirtschafts-Gesellschaft zu Oldenburg und Hannover. Außerdem war er Armendirektor, Gemeinde-Vorstand und Standesbeamter.
Von 1884 bis zu seinem Tode war er Mitglied des Deutschen Reichstags für den Wahlkreis Provinz Hannover 2 (Aurich, Wittmund, Leer) und die Nationalliberale Partei.
Vissering heiratete 1851 die Baronesse Johanne Henriette Georgette von Blonay-Mountfacon. Mit ihr hatte er sechs Kinder. Seine Tochter Appolonia heiratete Carl Keitel, deren Sohn und damit war Visserings Enkel der Generalfeldmarschall Wilhelm Keitel.